# ماریمون-له-بنسترف
ماریمون-له-بنسترف (به فرانسوی: Marimont-lès-Bénestroff) یک کمون در فرانسه است که در Canton of Albestroff واقع شده‌است.

## خصوصیات
ماریمون-له-بنسترف ۳٫۹۹ کیلومترمربع مساحت و ۴۵ نفر جمعیت دارد و ۳۰۰ متر بالاتر از سطح دریا واقع شده‌است.